# Bentley T-series
Bentley T-series byla verze vozu Rolls-Royce Silver Shadow vyráběná v letech 1965–1980 pod značkou Bentley. Nabízela se jako čtyřdveřový sedan nebo jako dvoudveřový sedan s karoserií od společností James Young a Mulliner Park Ward. V září 1967 se objevil dvoudveřový kabriolet s elektricky ovládanou stahovací střechou karosovaný firmou Mulliner Park Ward.
Bentley se od svého slavnějšího sourozence lišil jednodušší a výrobně levnější maskou chladiče.

## Statistické údaje
| Model                        | Vyráběn v letech | Vyrobeno kusů |
| ---------------------------- | ---------------- | ------------- |
| Bentley T1                   | 1965-1977        | 1703          |
| Bentley T1 LWB               | 1971-1976        | 9             |
| Bentley T1 Coupé             | 1966-1971        | 114           |
| Bentley T1 Pininfarina Coupé | 1968             | 1             |
| Bentley T1 Convertible       | 1967-1971        | 41            |
| Bentley T2                   | 1977-1980        | 558           |
| Bentley T2 LWB               | 1977-1980        | 10            |